# 池添兼雄
池添 兼雄（いけぞえ かねお、1952年10月22日 - ）は、JRAの・栗東トレーニングセンターに所属していた元騎手、元調教師。長男は騎手の池添謙一、次男は調教師の池添学、謙一のバレットを務める娘（3番目の実子で長女）がいる。

## 来歴
1974年3月、栗東・大久保石松厩舎所属で騎手デビュー。4月大久保正陽厩舎となる。
1979年7月23日、長男・謙一が誕生する。
1981年10月、フリーとなる。
1992年2月、騎手を引退する（通算成績1587戦185勝）。3月、鶴留明雄厩舎の調教助手となる。
1997年、調教師免許を取得する。
1999年3月、厩舎開業。
2023年2月28日をもって調教師を引退した。

## 騎手成績
| 通算成績 | 1着 | 2着 | 3着 | 騎乗数 | 勝率 | 連対率 |
| -------- | --- | --- | --- | ------ | ---- | ------ |
| 平地     | 55  | 55  | 64  | 824    | .067 | .133   |
| 障害     | 130 | 91  | 98  | 763    | .170 | .290   |
| 計       | 185 | 146 | 162 | 1587   | .117 | .209   |

|            | 日付           | 競走名          | 馬名             | 頭数 | 人気 | 着順 |
| ---------- | -------------- | --------------- | ---------------- | ---- | ---- | ---- |
| 初騎乗     | 1974年3月2日   | -               | ブランドキング   | -    | -    | 9着  |
| 初勝利     | 1974年6月22日  | -               | ハツノタカラ     | -    | -    | 1着  |
| 重賞初騎乗 | 1974年12月15日 | 阪神牝馬特別    | ヤマトローザ     | 17頭 | 13   | 5着  |
| 重賞初勝利 | 1980年2月24日  | 阪神障害S（春） | ツカサパワー     | 9頭  | 5    | 1着  |
| GI初騎乗   | 1975年11月20日 | 阪神3歳S        | マルブツシックス | 11頭 | 10   | 5着  |

### 主な騎乗馬
- メジロジュピター（1984年中山大障害〈春〉）
- カルストンイーデン（1985年京都大障害〈春〉）
- メジロゴスホーク（1989年阪神障害ステークス〈春〉）
- クリバロン（1990年京都大障害〈秋〉）
- エリモジョージ

## 調教師成績
|                                | 日付          | 競馬場・開催  | 競走名       | 馬名             | 頭数 | 人気 | 着順 |
| ------------------------------ | ------------- | ------------- | ------------ | ---------------- | ---- | ---- | ---- |
| 初出走                         | 1999年3月6日  | 1回中京7日6R  | 5歳上500万下 | メインストリーム | 16頭 | 7    | 10着 |
| 初勝利                         | 1999年4月4日  | 2回中京4日9R  | 左京山特別   | メインストリーム | 11頭 | 1    | 1着  |
| 重賞初出走                     | 1999年3月14日 | 1回阪神6日11R | 4歳牝馬特別  | エムテウイニング | 16頭 | 15   | 13着 |
| 重賞初勝利・G1初出走・G1初勝利 | 1999年12月5日 | 5回阪神2日11R | 阪神3歳牝馬S | ヤマカツスズラン | 14頭 | 1    | 1着  |

（netkeiba.comより）

### 主な管理馬
※括弧内は当該馬の優勝重賞競走、太字はGI級競走。
- ヤマカツスズラン（1999年阪神3歳牝馬ステークス[3]、2001年クイーンステークス[4]、2002年マーメイドステークス[5]、全日本サラブレッドカップ[6]）
- メイショウワカシオ（2000年京都ジャンプステークス[7]）
- プライドキム（2004年全日本2歳優駿[8]、2004年兵庫ジュニアグランプリ[9]）
- タガノゲルニカ（2006年平安ステークス[10]）
- タガノバスティーユ（2006年ファルコンステークス[11]）
- メイショウベルーガ（2010年日経新春杯[12]、京都大賞典[13]）
- メイショウヨウドウ（2014年東京ジャンプステークス[14]）
- ヤマカツエース (2015年ニュージーランドトロフィー[15]、福島記念[16]、2016年中山金杯[17]、金鯱賞[18]、2017年金鯱賞[19]）
- カツジ （2018年ニュージーランドトロフィー[20]、2020年スワンステークス）
- サイタスリーレッド（2018年NST賞）
- メイショウテンゲン（2019年弥生賞[21]）
- メイショウミモザ（2022年阪神牝馬ステークス）

## 主な厩舎所属者
※太字は門下生。括弧内は厩舎所属期間と所属中の職分。
- 古小路重男（1999年-2023年 調教助手）
- 橋口慎介（2000年-2014年 厩務員、調教助手）
- 池添学（2006年-2014年 厩務員、調教助手、調教師）
- 茶木太樹（2008年-2019年 厩務員、調教助手）
- 松山弘平（2009年-2011年 騎手）
- 上村洋行（2014年-2018年 調教助手）
- 東田明士（2015年-2023年 調教助手）